# Kaluoka’hina – Das Zauberriff
Kaluoka’hina – Das Zauberriff ist ein deutscher Animationsfilm veröffentlicht in 2004.

## Inhalt
Das tropische Korallenriff Kaluoka’hina ist für Menschen unerreichbar. Seit ewigen Zeiten ist das Riffs paradiesisch behütet – bis ein Unterwasservulkan ausbricht. Der Sägefisch Jake und sein Freund Roter Seebarsch Shorty versuchen ihr Riff zu retten.

## Produktion
Kaluoka’hina ist eine Produktion der Softmachine Immersive Productions GmbH aus München. Die Produktion wurde weltweit in 26 Sprachen übersetzt und in über 20 Ländern gezeigt. Kaluoka’hina, das Zauberriff wird seit der Premiere dauerhaft in fulldome-Theatern gezeigt und ist seit 2014 auch in fulldome-omnidirektionalem Stereo-3-D zu sehen.
Das rundum-Kino-Kuppelformat der 360-Grad-Projektion ist eine neue Projektionstechnologie. Der Film wird auf einer kuppelförmigen Leinwand gezeigt, die den gesamten Zuschauerraum umspannt.

## Auszeichnungen
- 2005: Animago Award
- 2006: Cartoons of the Bay Awards – Selection of the 10th Edition
- 2015: Most Popular Film Award – 5th Beijing International Film Festival section lCSTM Popular Science Film Panorama